# 2009 (numero)
Duemilanove (2009) è il numero naturale dopo il 2008 e prima del 2010.

## Proprietà matematiche
- È un numero dispari.
- È un numero composto da 6 divisori: 1, 7, 41, 49, 287, 2009. Poiché la somma dei suoi divisori (escluso il numero stesso) è 385 < 2009, è un numero difettivo.
- È esprimibile in un solo modo come somma di due quadrati: 2009 = 1225 + 784 = 352 + 282.
- È un numero nontotiente in quanto dispari e diverso da 1.
- È un numero congruente.
- È un numero malvagio.
- È parte della terne pitagoriche (360, 2009, 2041), (441, 1960, 2009), (2009, 5712, 6055), (2009, 6888, 7175), (2009, 41160, 41209), (2009, 49200, 49241), (2009, 288288, 288295), (2009, 2018040, 2018041).

## Astronomia
- 2009 Voloshina è un asteroide della fascia principale del sistema solare.

## Astronautica
- Cosmos 2009 è un satellite artificiale russo.